# Chicago Great Western Railroad

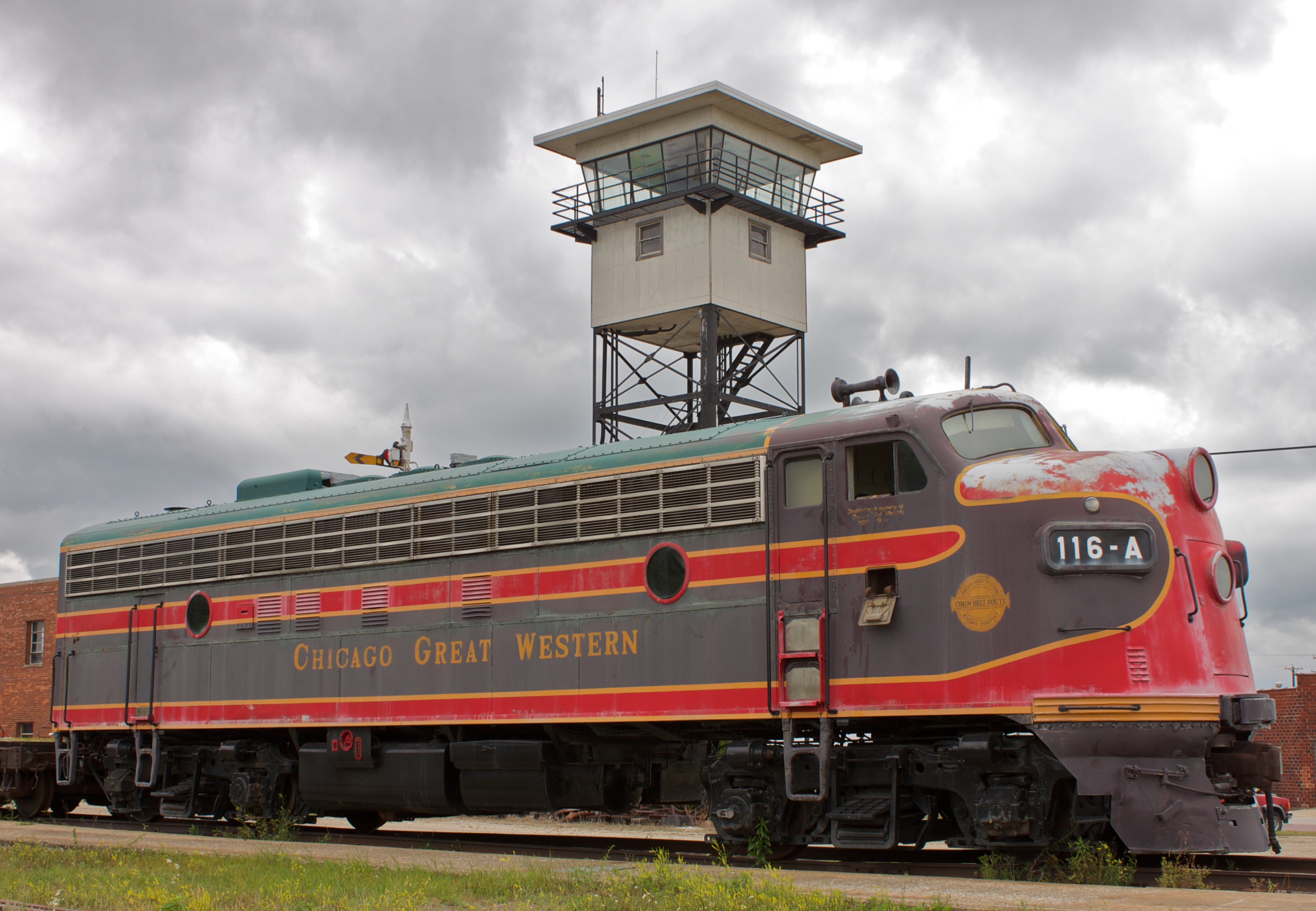
CGW 116-A in Oelwein

Die Chicago Great Western Railroad (CGW) war eine US-amerikanische Eisenbahngesellschaft. Sie wurde auch Corn-Belt-Route genannt. Sie verband die Städte Chicago, Minneapolis, Omaha und Kansas City (Missouri).

## Geschichte
Die Gesellschaft wurde in den frühen 1880er-Jahren von Alpheas Beede Stickney durch Übernahme der Minnesota & Northwestern Railroad und der Dubuque & Northwestern Railroad gegründet, die beide Konzessionen für Bahnstrecken besaßen, jedoch keine Infrastruktur gebaut hatten. Die gemeinsame Gesellschaft trug zunächst den Namen Chicago, St. Paul & Kansas City Railroad. Aus einer nur rund 177 Kilometer langen Verbindung zwischen Saint Paul und der Ortschaft Lyle an der Staatsgrenze zu Iowa entwickelte sie sich rasch zu einer bedeutenden Gesellschaft im Mittleren Westen. 1892 wurde das Unternehmen in Chicago Great Western Railway (CGW) umbenannt. 1908 musste die CGW Insolvenz anmelden und wurde 1909 durch J. P. Morgan übernommen, der sie als Chicago Great Western Railroad neu organisierte.

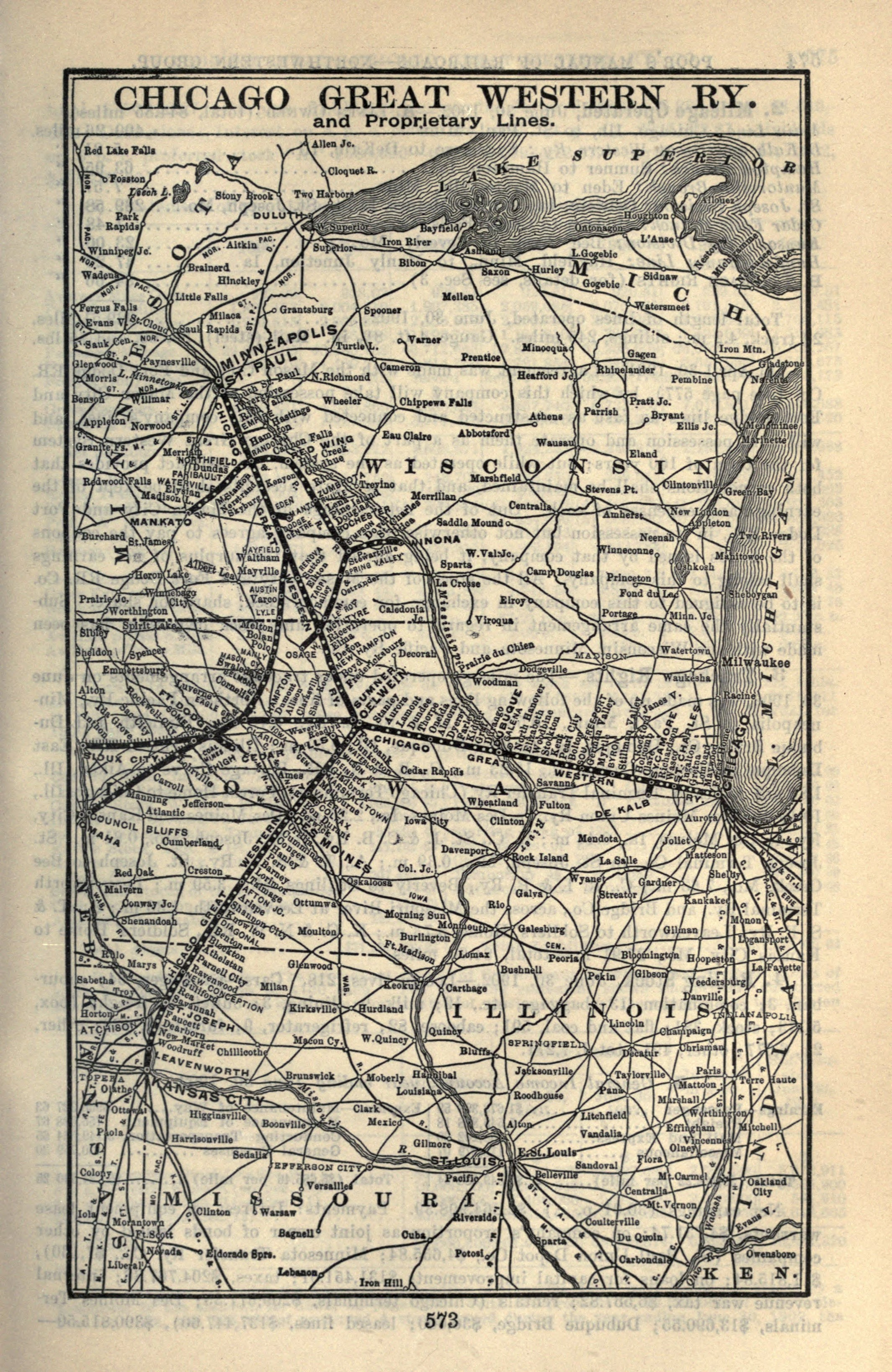
Karte des CGW-Streckennetzes im Jahr 1903

Die CGW war eine typische Durchgangsbahn des mittleren Westens der Vereinigten Staaten. Sie war neben den konkurrierenden Eisenbahngesellschaften Illinois Central Railroad, Chicago and North Western Railway (CNW) und  der Milwaukee Road eine wichtige Bahngesellschaft und Bindeglied zwischen den großen östlichen Bahngesellschaften ab Chicago wie zum Beispiel der Pennsylvania Railroad, New York Central Railroad, Baltimore and Ohio Railroad mit den westlichen großen Bahnen Union Pacific Railroad ab Omaha, Northern Pacific Railway und Great Northern Railway ab Saint Paul/Minneapolis und Southern Pacific Railroad ab Kansas City.
Die Hauptlinien waren
- Chicago – Oelwein – Saint Paul/Minneapolis
- Chicago – Oelwein – Council Bluffs / Omaha
- Chicago – Oelwein – Kansas City
- Saint Paul/Minneapolis – Oelwein – Kansas City
- Saint Paul/Minneapolis – Council Bluffs/Omaha.

Zentraler Knotenpunkt der CGW war Oelwein in Iowa. Hier kreuzten sich die Nord-Süd und Ost-West Hauptlinien. Die Bahn errichtete dort von 1899 bis 1904 eine Lokomotivenfabrik, Hallen zur Generalüberholung von Lokomotiven und Güterwagen, einen Bahnhof, eine Güterstation, eine große Beeisungsanlage für die Kühlwagenzüge, einen Rangierbahnhof mit etwa 30 Gleisen (Flat-Yard ohne Ablaufberg) sowie einen Ringlokschuppen für etwa 30 Lokomotiven. Längster Tunnel im CGW-Streckennetz war der 500 Meter lange Winston Tunnel auf dem Abschnitt zwischen Aiken und East-Dubuque.
Seit 1964 befasste sich das Direktorium der CGW mit einer Fusion mit einer anderen US-Bahn. 1966 wollten CGW und CNW fusionieren, das scheiterte jedoch an Einsprüchen anderer Bahnen, wie zum Beispiel der SOO. Erst zum 1. Juli 1968 fusionierte die Chicago Great Western Railroad mit der Chicago and North Western Railway. Diese Gesellschaft wurde 1995 von der Union Pacific übernommen.

## Lokomotiven
Die letzten und größten Dampfloks vom Typ 2-10-4 „Texas“ (35 Stück) mit sechsachsigem Tender wurden 1930–1931 von Baldwin und Lima beschafft. 1936 erhielt die Bahn die ersten drei 660 PS EMD Dieselrangierlokomotiven, ab 1947 die ersten Streckendieselloks der Baureihe EMD F3 in A-B-A Unit Sets mit je 4500 PS (Die B-Units haben keinen Führerstand). Besondere Leistungen dieser Gesellschaft sind die Einführung des Trailer-Truck-Train (Sattelschlepperauflieger auf Flachwagen) im Jahr 1936 und die frühzeitige Einführung lückenlos verschweißter Schienen (erstmals 1939 testweise). Ebenso wurde bereits ab 1954 mit der Bildung extrem langer Güterzüge begonnen, die gewöhnlich bis zu 15.000 Tonnen bei 200–250 vierachsigen Güterwaggons umfassen konnten, wobei sechs bis acht Dieselloks vom Typ EMD F3/F7 nötig waren.
Auch relativ früh für US-amerikanische Eisenbahnlinien, nämlich im Jahre 1950, war die Umstellung von Dampf auf Dieseltraktion abgeschlossen. Die letzten Dieselloks wurden 1963 mit acht EMD GP 30 (je 2250 PS) sowie 1966 mit neun EMD SD 40 (je 3000 PS) beschafft.

### Streckendieselloks
- 30 EMD F3A (Bj. 1947–1949)
- 2 EMD FP7A  (Bj. 1951)
- 35 EMD F3/7 B (Bj. 1947–1951)
- 3 EMD F3A (Passenger, Bj. 1949)
- 4 EMD F7A (Passenger)
- 8 Alco RS-2
- 2 EMD GP7  (Bj. 1951)
- 8 EMD GP 35 (Bj. 1963)
- 9 EMD SD 40  (Bj. 1966)